# Stockholm-Skavsta repülőtér
A Stockholm-Skavsta repülőtér (svédül: Stockholm Skavsta flygplats, más néven Nyköping repülőtér), (IATA: NYO, ICAO: ESKN) egy nemzetközi repülőtér Svédországban Stockholmtól 100 km-re délnyugatra és Nyköpingtől 5 km-re északnyugatra, Nyköping községben. Elsősorban fapados légitársaságokat és áruszállítást szolgál ki. Svédország ötödik legnagyobb repülőtere, amely évente 2,5 millió utast képes fogadni.
A repülőtér messze Stockholm önkormányzatán és Stockholm megyén kívül található, de marketing célokra a „Stockholm” elnevezést használja. Helyileg a repülőteret egyszerűen „Skavsta”-nak nevezik. Stockholm fő nemzetközi repülőtere a Stockholm-Arlanda repülőtér.

## Története
A repülőteret az 1940-es években építették ki katonai bázisként, a második világháború idején légibázisként működött, majd 1980-ig katonai repülőtérként működött, amikor kivonták a forgalomból. 1984-ben alakították át polgári légikikötővé. A polgári utasszállító légi forgalom 1984 szeptemberében indult meg, főként az Arlanda reptérre, amely akkoriban szinte a teljes stockholmi légi forgalmat bonyolította le. A nyköpingi önkormányzat 1998-ban (a légitársaságok és repülőterek egymás közötti versenyzését lehetővé tévő dereguláció után) a repülőtér tőkéjének 90%-át eladásra bocsátotta azzal a céllal, hogy megerősítse a kereskedelmi irányítást és lehetővé tegye a bővítését szolgáló beruházásokat. Megvásárolták ezt a részvénycsomagot, és megkezdték a Skavsta átalakítását, amely Stockholm második repülőterévé vált, és a svéd fővárostól délre fekvő lakosok által kedvelt reptérré vált.

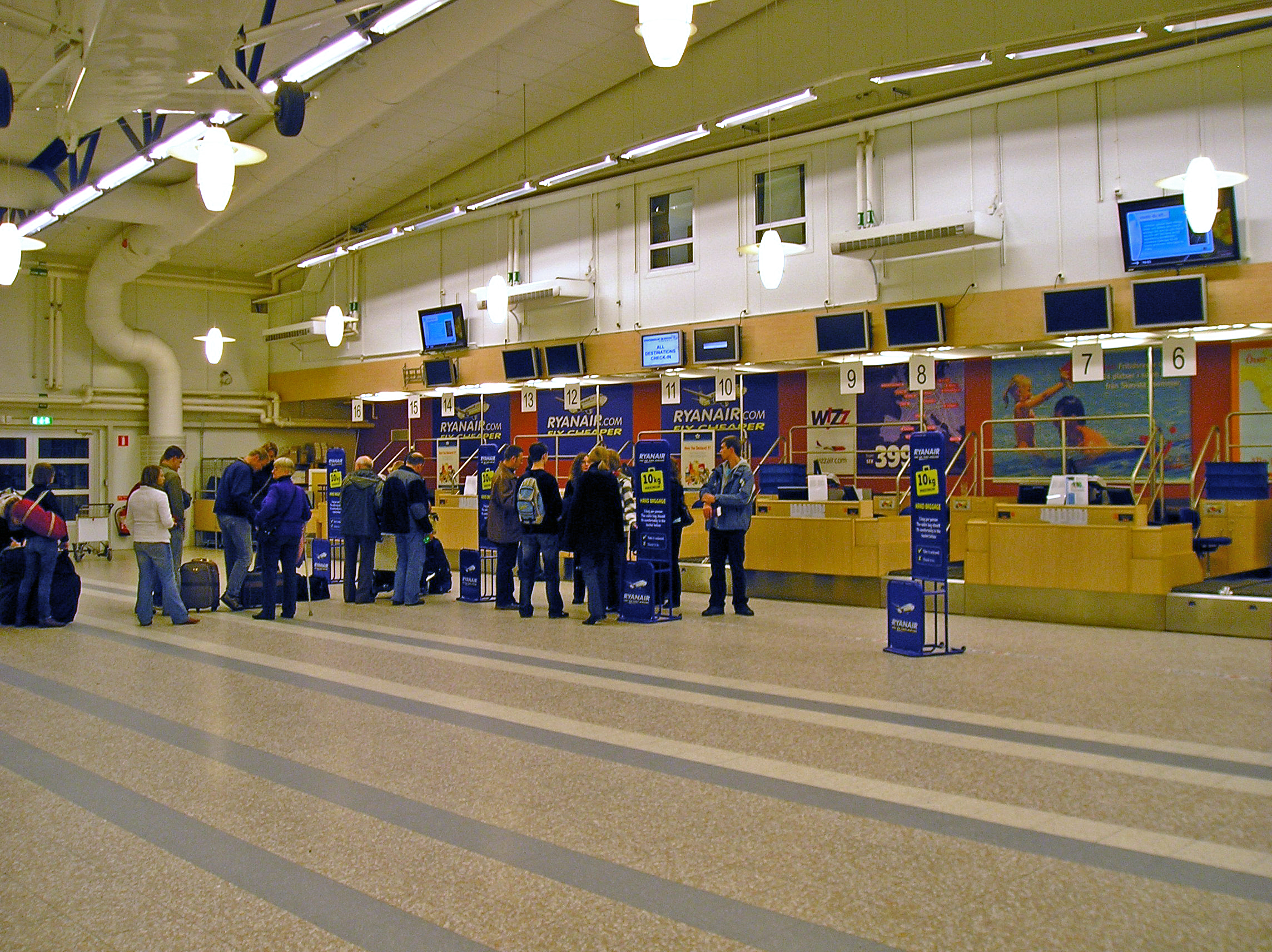
Az utasfelvételi pultok

Az első nemzetközi járatot 1997-ben indította a Ryanair London Stansted repülőtérre. 2003-ban az ír fapados légitársaság ide helyezte egyik bázisát, és hat új útvonalat nyitott. Később a Wizz Air indított járatokat közép-európai desztinácikóra. A Finnair Boston–Helsinki járata egy rövid ideig megállt itt, de később áthelyezték a nagyobb Stockholm-Arlanda repülőtérre. 2006 májusában a Fritidsresor indított charterjáratokat a repülőtérről.
A repülőtér kapacitása évente 2,5 millió utas, és ezt a jövőben növelni tervezik. Tulajdonosa az ADC & HAS, ugyanaz a cég, amely a Belfasti nemzetközi repülőtér, az Orlandói nemzetközi repülőtér, a Guanacaste repülőtér, a Mariscal Sucre nemzetközi repülőtér és a Juan Santamaría nemzetközi repülőtér tulajdonosa is.
Mivel a repülőtér 43 kilométerre található Harpsundtól, Svédország miniszterelnökének hivatalos szabadidős rezidenciájától, ahová időnként külföldi kormányfőket is meghívnak, így a Skavstát kormányfői járatokra használják a rendőri kíséretével.
2021 májusában a Ryanair bejelentette, hogy 2021 októberéig áthelyezi teljes bázisüzemét, beleértve az összes útvonalat Skavstából a stockholmi Arlanda repülőtérre.

## Légitársaságok és célállomások
A következő légitársaságok üzemeltetnek járatokat Stockholmba:
| Légitársaság | Célállomások |
| ------------ | --- |
| Wizz Air     | Banja Luka, Bécs, Belgrád, Budapest, Bukarest, Gdańsk, Katowice, Kijev–Zsuljani (2021. december 16-tól), Krakkó, Poznań, Szarajevó, Szentpétervár, Szkopje, Tirana, Tuzla, Varsó, Vilnius, Wrocław |

## Forgalmi adatok
Az utasforgalom az elmúlt években az alábbi módon változott:
| Utasok száma | 1 755 902 | 1 994 512 | 2 525 227 | 2 583 935 | 2 169 587 | 1 658 238 | 2 025 206 | 2 195 000 | 573 229 | 555 622 |
|              | 2005      | 2007      | 2009      | 2011      | 2013      | 2014      | 2016      | 2018      | 2020    | 2022    |

## Balesetek
- 1974. október 9. – A svéd légierő Tp 79 s/n 79005 típusú repülőgépe lezuhant a repülőtér megközelítésekor. A fedélzeten tartózkodó 27 emberből mindenki túlélte a zuhanást.[8]

## Lásd még
- Södermanland megye
- Stockholm-Arlanda repülőtér
- Stockholm Bromma repülőtér
- Stockholm Västerås repülőtér